# Tivolisaga
Tivolisaga är en svensk musikal i två akter av Johan Christher Schütz och Johan Pettersson som hade urpremiär på Arbisteatern i Norrköping den 24 augusti 2013.

## Handling
Löst baserad på Shakespeares klassiker Romeo och Julia har handlingen förflyttats till ett resande tivoli som precis anlänt till en liten stad. Punch, som är gycklare på tivolit, och Judy, som är borgmästarens dotter, inleder ett kärleksförhållande som döms ut redan på förhand av omgivningens fördomar och rädsla för det okända. Punch och tivolits övriga färgstarka figurer, som de siamesiska tvillingarna Johanna och Paulina, och Stormen och Marilyn, dundrar in och skakar om i den dammiga idyllen och blir Judys första kontakt med världen utanför.
Låtarna skrevs ursprungligen för Schütz och Petterssons popband Punch and Judy Show i slutet av 1990-talet, och namnen Punch och Judy är tagna från den engelska dockteatertraditionen Punch and Judy. Stormen är taget från Shakespeares pjäs med samma namn; Valentine och Proteus är tagna från Två gentlemän från Verona, medan de siamesiska tvillingarnas namn Johanna och Paulina är varianter av John och Paul från The Beatles, ett band som upphovsmännen lyssnade mycket på när de skrev Tivolisaga.

## Uruppförande
Tivolisaga hade urpremiär i Norrköping, precis som Romeo och Julia vars nordiska uruppförande var i Norrköping 1776, på den nyrenoverade Arbisteatern den 24 augusti 2013. Huvudrollerna spelades av Linnéa Källström som samma år gjorde debut som programledare i Disney Channel och Olle Petersson.
Urpremiären fick en 10 minuter lång stående ovation av den fullsatta teatern.

## Teman
Tivolisaga rör vid teman som rasism och fördomar, svek och förlåtelse, tvångsgifte och kampen för rätten att få leva sitt eget liv.

## Karaktärer
- Punch, en gycklare och drömmare (Romeo)
- Judy, en 16-årig flicka utan mor (Julia)
- Borgmästaren, Judys far
- Prästen, även berättare
- Valentine, en gentleman från Verona; Judys friare
- Proteus, en gentleman från Verona, Valentines vän
- Rosetta, en skulptris som bor i skogen
- Johanna och Paulina, de siamesiska tvillingarna
- Marilyn, Punchs barndomskärlek
- Antilles, Punchs vän och gycklarkollega
- Stormen, karusellskötaren
- Tivolidirektören
- samt statyer och ensemble.

## Musiknummer
Akt I
- Ouvertyr (Instrumental)
- Shakespeare Street
- Tivolitema (Instrumental)
- Bli nånting stort
- Min värld ligger ljusår från din
- Statyer
- Min värld ligger ljusår från din (Repris 1)
- Tvillingpiruett
- Jag kommer ingenstans
- Min värld ligger ljusår från din (Repris 2)
- Vilken lycka
- Är det rätt?
- Ett ögonblick till

Akt II
- Hela världen snurrar
- Jag kommer ingenstans (Instrumental repris)
- Bli nånting stort (Repris)
- Ge mig ett tecken
- Menuett (Instrumental)
- Bråktango
- Marilyn
- Sömnlös
- Snart går solen upp
- Hela världen snurrar (Instrumental repris)
- Final - Leva sitt liv

## Recensioner
NT gav premiärföreställningen 4 spårvagnar av 5 i sin recension, och skrev att det är "tidernas saga för vår tid", och att “sagomotiven har fått nya vändningar, som förmedlar tro, hopp och kärlek över vår tids gränser”. Recensenten berömde både dialogen, musiken och koreografin, och skrev vidare att det är “fyllt med slående one-liners”, och att "med låtarna har musikansvarige J.C. Schütz gjort underverk”. Olle Petersson och Linnéa Källström med flera berömdes för sina sånginsatser och avslutningsvis konstaterades att statyerna i Rosettas ”magiska trädgård förflyttar med Elin Hultbergs koreografi Tivolisaga till nästa världsdel”.
Folkbladet, som bara sett genrepet, skrev att "sångnumren är starka, särskilt kören", att "Linnéa Källström är en säker röst" och även Philip Kristianssons sångröst (i rollen som karusellskötaren Stormen) berömdes.
Kultursidan tyckte att "Musiken är melodiös och lätt att tycka om", och nämnde särskilt låten Jag kommer ingenstans, där karusellskötaren Stormen berättar om sitt liv; "En sång som rymmer ett helt liv och det känns i maggropen". Även Elin Hultbergs koreografi berömdes, "de dansande statyerna [blir] ett uppfriskande inslag".
Kultursidan gjorde även ett reportage under repetitionerna.

## Originalinspelning
En inspelning med samtliga sångnummer från musikalen gavs ut i december 2018 och finns tillgänglig på bland annat iTunes och Spotify. Skivan är arrangerad och producerad av Schütz, och innehåller gästuppträdande av bland andra Mathias Blad (sångare i Falconer) och Östgötateaterns Christian Zell. Musiken har spelats i Sveriges Radio och den 1 mars 2019 bjöd SR Östergötland in Johan Pettersson att prata om skivan, och både Linnéa Källström och Olle Petersson medverkade och framförde två av låtarna i direktsändning.